# Бенсон, Фрэнк Уильямсон
Фрэнк Уильямсон Бенсон (англ. Frank W. Benson, 20 марта 1858, Сан-Хосе, штат Калифорния — 14 апреля 1911, Редлендс, штат Калифорния) — американский политик, 12-й губернатор Орегона в 1909—1910 годах. Член Республиканской партии.
Бенсон также работал педагогом, клерком земельного офиса и дважды избирался государственным секретарем штата Орегон. С этой должности он стал губернатором после того, как действующий губернатор Джордж Э. Чемберлен оставил свои пост после избрания его сенатором США.

## Ранние годы
Бенсон родился в 1858 году Сан-Хосе, штат Калифорния, Калифорния, в семье священника, который был послан на запад методистской епископальной церковью. В 1864 году его отец, Генри Кларк Бенсон, переехал с семьей в Портленд (штат Орегон), чтобы стать редактором «Pacific Christian Accord». Его матерью была Матильда Уильямсон Бенсон, а его старший брат Генри Лэндин Бенсон был спикером Палаты представителей штата Орегон и работал в Верховном суде штата Орегон.
Молодой Фрэнк поступил в Портлендскую академию и закончил образование в Калифорнийском Веслианском колледже (ныне Тихоокеанский университет в Стоктоне, Калифорния), где в 1877 г. получил степень бакалавра искусств и степень магистра искусств в 1882 году. После колледжа он вернулся в Орегон и начал карьеру в сфере образования. В 1880 году он стал администратором Академии Ампкуа в Уилбуре, методистской школы, которая сейчас закрыта. В 1882 году Бенсон был избран суперинтендантом школ округа Дуглас, но в следующем году ушел в отставку, чтобы стать президентом ныне несуществующей Нормальной школы в Дрене. В 1883 году Бенсон женился на Гарриет Рут Бенджамин, у них родилось двое сыновей. С 1894 по 1896 год Бенсон работал клерком Земельного управления США в Розбурге.
В 1892 году Бенсон был избран клерком округа Дуглас; был переизбран в 1896 году. В том же году он сдал экзамен на адвоката штата и в 1898 году начал заниматься юридической практикой в Розбурге.

## Государственный секретарь и губернатор
В 1906 году Бенсон баллотировался от республиканцев на пост государственного секретаря и был избран. В марте 1909 году губернатор Джордж Э. Чемберлен был избран в сенат США и ушел с поста губернатора. В качестве государственного секретаря Фрэнк Бенсон был приведен к присяге 1 марта 1909 года как новый губернатор Орегона (Согласно конституции штата Орегон, должности вице-губернатора нет).
В нарушение Конституции Орегона Бенсон не ушел в отставку с поста государственного секретаря и занимал обе должности (ранее губернатор Стивен Ф. Чедвик вступил в должность губернатора при аналогичных обстоятельствах в 1877 году и занимал обе должности одновременно в нарушение закона штата). Бенсон получал зарплату за обе должности.
В должности губернатора Бенсон мало что инициировал, несмотря на то что занимал два самых влиятельных поста в штате. Он действительно призвал к проведению специальной сессии Законодательного собрания штата Орегон для финансирования деятельности некоторых государственных учреждений, включая тюрьму штата, исправительную школу, психиатрическую больницу, школу для слепых и дом ветерана. Законодательство было проигнорировано на предыдущей (25-й двухлетней) сессии. Бенсон попытался разрешить пограничный спор с соседним Вашингтоном.
Бенсон был болен, когда вступил в должность губернатора, но его здоровье, похоже, улучшилось. В 1910 году он отправился в Калифорнию для дальнейшего лечения. 15 июня 1910 года Бенсон позвонил своему личному секретарю и передал полномочия губернатора президенту Сената штата Орегон Джей Бауэрману до тех пор, пока он не сможет вернуться в Сейлем, что, как он ожидал, должно было произойти к 20 июля 1910 года. Бауэрман был приведен к присяге в качестве исполняющего обязанности губернатора 16 июня 1910 г. Однако Бенсон не вернулся и оставался в Калифорнии до самой смерти. Бауэрман закончил срок на посту губернатора. На осенних выборах 1910 года Бенсон не принял участия, так как был избран на пост государственного секретаря.
Здоровье Бенсона пошатнулось в Редлендсе, а 14 апреля 1911 года он умер.